# Антоний Селява
Митрополит Антоний или Антон (в миру — Анастасий Селява, пол. Anastazy Sielawa; 1583 — 5 октября 1655, Тыкоцин) — епископ Русской униатской церкви; с 18 марта 1641 года — её предстоятель с титулом Митрополит Киевский, Галицкий и всея Руси, писатель-полемист.
Родом из полоцких православных шляхтичей собственного герба Селява. С 1612 года — член ордена василиан, в 1617 — рукоположен во пресвитера. Ученик святого Иосафата Кунцевича, с которым он некоторое время жил в одной келье. В 1622 году закончил обучение в Греческой коллегии святого Афанасия в Риме. Архимандрит униатского Свято-Троицкого монастыря в Вильне, (с 1622 года), в Новогрудке и Жидычине, после мученической смерти Иосафата Кунцевича номинирован (1623), а в 1624 и рукоположен митрополитом Иосифом Велямином Рутским во Полоцкого архиепископа, с 1639 года — генеральный викарий Киевской митрополии. Преемник митрополита Рафаила (Корсака) на Киевской и Галицкой митрополичьей кафедре (с 1641) с резиденцией в Вильне, сохранив за собой и Полоцкую кафедру. Одновременно с 1652 года протоархимандрит (генерал) ордена василиан в Речи Посполитой. Конфликтовал с православными иерархами, особенно на территории Полоцкой архиепархии — Иосифом Бобриковичем, Сильвестром Коссовым.
В 1645 году Селява начал переговоры с православными о церковном соединении всей Украины и Белоруссии и создании совместного патриархата, однако смерть митрополита Петра Могилы (в 1647 году) прекратила переговоры.
Будучи больным, в 1648 году передал управление Ордена о. Симону Яцкевич-Ставровецкому, генеральному Консультарию ордена и Битенскому игумену, однако из-за военных действий созвать капитул для выборов нового протоархимандрита не удалось и до своей смерти митрополит Антон Селява так и остался главой ордена. Стал основателем женского василианского монастыря в Минске, монашки которого занимались опекой бедных девушек. В 1652 году открыл при этом монастыре семинарию. После тяжёлых для Униатской Церкви лет восстания Хмельницкого (1648—1654) и во время польско-московской войны Селява вынужден был уехать из Белоруссии в Подляшье. Под конец жизни был уже сильно больным и почти полностью ослеп. В январе 1655 года поручил управления митрополией Гавриилу Коленде, а сам вынужден был жить в василианском монастыре в Супрасле. Покидая Полоцк в 1655 году, забрал с собой в Супрасль величайшую драгоценность Униатской Церкви — гроб с мощами св. Йосафата Кунцевича, спасая его от московского войска. Умер в изгнании в Тыкоцине на Подляшье. Написал произведения: «Антеленхус» (1622) (против «Еленхуса» Мелетия Смотрицкого) и «Жизнь слуги Божьего Иосафата» (1625).